# Kōichi Isoda
 (mai 2025).
Si vous disposez d'ouvrages ou d'articles de référence ou si vous connaissez des sites web de qualité traitant du thème abordé ici, merci de compléter l'article en donnant les références utiles à sa vérifiabilité et en les liant à la section « Notes et références ».
Kōichi Isoda (磯田 光一, Isoda Kōichi, 18 janvier 1931 à Yokohama - 5 février 1987) est un critique littéraire japonais.
Isoda étudie la littérature anglaise à l'université de Tokyo. Il établit sa réputation de critique littéraire avec une étude sur Mishima Yukio, Junkyō no bigaku (1964). Il a publié de nombreux essais sur l'influence de la culture occidentale sur la tradition japonaise. Il est lauréat de l'édition 1983 du prix Yomiuri de littérature pour Rokumeikan no keifū.

## Source de la traduction
- (de) Cet article est partiellement ou en totalité issu de l’article de Wikipédia en allemand intitulé « Kōichi Isoda » (voir la liste des auteurs).